# Annie Rogersová

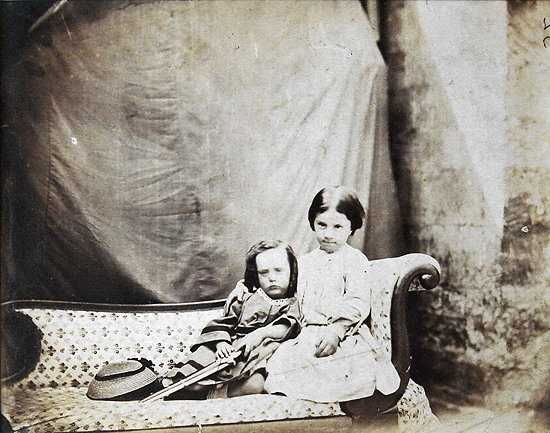
Lewis Carroll: Henry a Annie Rogersovi, 1861

Annie Mary Anne Henley Rogersová (nepřechýleně Annie Rogers15. února 1856 – 28. října 1937) byla britská propagátorka vzdělávání žen. Žádala s výborným prospěchem o univerzitního místo na Oxfordské univerzitě, ale když se zjistilo, že kandidátkou je žena, byla zamítnuta. Později dokázala, že je schopna dosáhnout prvotřídních titulů na Oxfordské univerzitě, ale formálního titulu mohla dosáhnout až v roce 1920. Její práce domácí lektorky studentek vedla k uznání jako zakladatelky St Anne's College v Oxfordu. Napsala historii o přijímání žen na Oxfordskou univerzitu, která byla zveřejněna posmrtně.

## Životopis
Annie Rogersová se narodila v Oxfordu, Jamesi Edwinu Thoroldu Rogersovi a jeho druhé manželce, Anně Susannah Charlotte (roz. Reynoldsové). Její otec byl aktivista za práva žen a pozdější liberální poslanec. Byla nejstarší ze šesti dětí a jediná dívka. Oba její rodiče podporovali její akademické zájmy a je pravděpodobné, že ji její otec učil starověké jazyky.:s.52-3 Byli si také osobně blízcí; Rogersová žila se svou matkou v domě v St Giles až do smrti své matky v roce 1899, kdy se přestěhovala na Museum Road.:s.53
V roce 1863 pózovala jako dětská modelka pro Lewise Carrolla. Carroll ji vyfotografoval v kostýmu a napsal báseň, kterou poslal spolu s fotografií. Báseň zněla:
A picture, which I hope will

B one that you will like to

C. If your Mamma should

D sire one like it, I could

E sily get her one.
Rogersové byla zrušena nabídka univerzitního místa, když se zjistilo, že je žena. V roce 1873 přišla na Oxfordské zkoušky jako nejlepší a byla automaticky kvalifikována na Balliol nebo Worcester College. Jako cenu útěchy jí Balliol dala svazek Homéra a její místo dostal chlapec, který v testech skončil šestý.
Annie Rogersová dokázala absolvovat zkoušky u žen na zhruba vysokoškolské úrovni v letech 1877 a 1879, což jí dalo ekvivalent prvotřídních známek v latině a řečtině a ve starověké historii. Formálně jí Oxfordský diplom nebyl udělen až do roku 1920, kdy ženy získaly nárok na přijetí za řádné členství univerzity a dostaly právo přijímat tituly. V roce 1879, s otevřením Somerville College a Lady Margaret Hall, otevřela Oxfordská univerzita své první posluchárny pro studentky a Rogersovou, protože se jako jediná žena s ekvivalentem titulu Oxford University stala donou (lektorkou). V roce 1881 se stala hlavní lektorkou klasiky.:s.82
Rogersová vstoupila do Sdružení pro vzdělávání žen v Oxfordu po založení organizace v roce 1879. Byla oddanou členkou Výboru pro přidružení a účastnila se všech schůzí výborů kromě čtyř v letech 1879 až 1920 a nakonec se po roce 1894 stala čestnou sekretářkou výboru.:s.52 Vera Brittain chválila její práci ve výboru, protože ji prokazovala jako „přirozenou taktiku“.:s.53 Jsou jí také připočítány zásluhy na dohlížení na konec nadřazenosti AEW u ženských vysokých škol, které ve výsledku získaly nezávislost.:s.89-90
V roce 1893 učila latinu na Oxfordské střední škole. Během diskuse v roce 1896 o tom, zda by ženám měly být udělovány na Oxfordu tituly, byla jednou z prvních žen, které svědčily před radou Hebdomadal o tom, zda vyloučení žen z udělování titulů mělo omezené vyhlídky žen ve výuce.:s.107 V roce 1897 napsala dokument s názvem „Postavení žen v Oxfordu a Cambridge“, který se zaměřuje na lepší financování vzdělávání žen. Tento příspěvek inspiroval Claru Mordan, která časem financovala nové budovy St Hugh's College v Oxfordu.
Rogersová zemřela v Radcliffe Infirmary v Oxfordu v roce 1937 poté, co byla stržena nákladním automobilem v St Giles. Byla pohřbena na hřbitově Wolvercote v Oxfordu, 1. listopadu. Na její památku byla severně od univerzitního kostela Panny Marie Panny založena zahrada a kamenná lavička s nápisem na její památku. Dne 23. září 2020 byla jako vzpomínka na ni na adrese St. Giles 35 umístěna modrá pamětní deska.
Její kniha Degrees by Degrees vyšla v roce 1938; má podtitul „The Story of the Admission of Oxford Women Students to Membership of the University“.